# Талова (Аромашевський район)
Тало́ва (рос. Таловая) — присілок у складі Аромашевського району Тюменської області, Росія.
Населення — 22 особи (2010, 84 у 2002).
Національний склад станом на 2002 рік:
- росіяни — 87 %